# Monti Jicarilla
I monti Jicarilla sono una catena montuosa situata nella contea di Lincoln nel Nuovo Messico, nel sud-ovest degli Stati Uniti. I monti Jicarilla prendono il nome dalla Nazione Jicarilla Apache. I monti Sacramento si trovano a sud-ovest.
Nel 1850 i primi cercatori d'oro cominciarono ad arrivare sui monti Jicarilla, ma ci volle del tempo prima che venissero create le prime miniere. Jicarilla e White Oaks sono due città abbandonate quando le miniere non erano più redditizie nei primi anni 1900.
La catena era anche chiamata monti Sacramento.